# Championnats d'Europe de cross-country 2009
Navigation
Bruxelles 2008 Albufeira 2010
Les 16e Championnats d'Europe de cross-country se sont déroulés le 13 décembre 2009 à Dublin, en Irlande. Le circuit est tracé dans Santry Park, dans le quartier de Santry au nord de l'agglomération dublinoise.

## Épreuves
Les Championnats d'Europe de cross-country comprennent six épreuves au total. Les distances varient en fonction de la catégorie (Seniors, Espoirs, Juniors) et du sexe (Hommes, Femmes).
| Catégorie | Hommes  | Femmes  |
| --------- | ------- | ------- |
| Seniors   | 9 997 m | 8 018 m |
| Espoirs   | 8 018 m | 6 039 m |
| Juniors   | 6 039 m | 4 039 m |

## Résultats

### Seniors

#### Hommes

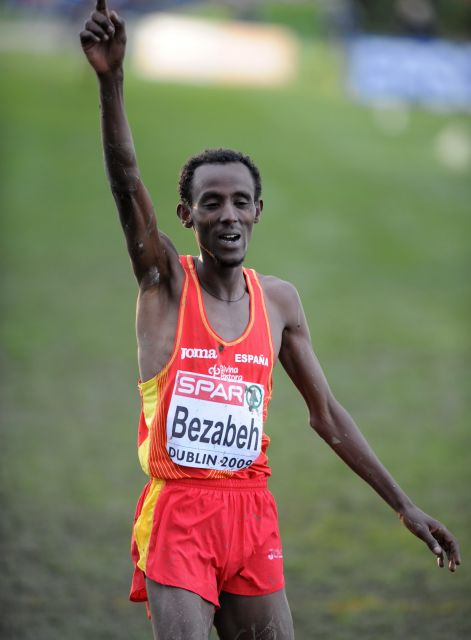
Alemayehu Bezabeh devient le premier Espagnol vainqueur de la compétition

| Rang | Athlète           | Pays        | Temps     |
| ---- | ----------------- | ----------- | --------- |
|      | Alemayehu Bezabeh | Espagne     | 30 min 45 |
|      | Mohamed Farah     | Royaume-Uni | 31 min 02 |
|      | Serhiy Lebid      | Ukraine     | 31 min 17 |
| 4    | Sergio Sánchez    | Espagne     | 31 min 26 |
| 5    | Ayad Lamdassem    | Espagne     | 31 min 30 |
| 6    | José Rocha        | Portugal    | 31 min 34 |
| 7    | Eduard Mbengani   | Portugal    | 31 min 41 |
| 8    | Mark Kenneally    | Irlande     | 31 min 42 |
| 9    | Daniele Meucci    | Italie      | 31 min 42 |
| 10   | Stéphane Joly     | Suisse      | 31 min 46 |
| 11   | Driss El Himer    | France      | 31 min 54 |
| 12   | Andy Vernon       | Royaume-Uni | 31 min 54 |
| 13   | Michael Skinner   | Royaume-Uni | 31 min 54 |
| 14   | Licínio Pimentel  | Portugal    | 31 min 54 |

| Rang | Équipe                                                                         | Points |
| ---- | ------------------------------------------------------------------------------ | ------ |
|      | Espagne Alemayehu Bezabeh Sergio Sánchez Ayad Lamdassem Francisco Javier López | 34     |
|      | Royaume-Uni Mohamed Farah Andy Vernon Michael Skinner Benedict Whitby          | 54     |
|      | Italie Daniele Meucci Stefano La Rosa Andrea Lalli Gabriele De Nard            | 62     |
| 4    | France Driss El Himer Badre Dine Zioini Denis Mayaud Abdellatif Meftah         | 67     |
| 5    | Portugal                                                                       | 73     |
| 6    | Irlande                                                                        | 115    |
| 7    | Belgique                                                                       | 146    |
| 8    | Allemagne                                                                      | 149    |

#### Femmes

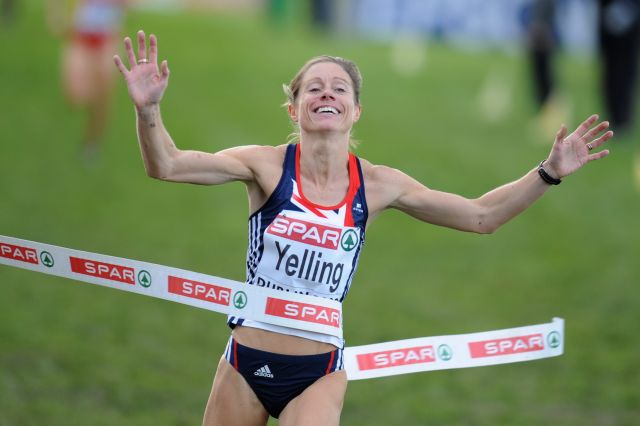
La Britannique Hayley Yelling remporte l'épreuve féminine senior

| Rang | Athlète             | Pays        | Temps     |
| ---- | ------------------- | ----------- | --------- |
|      | Hayley Yelling      | Royaume-Uni | 27 min 49 |
|      | Rosa María Morató   | Espagne     | 27 min 56 |
|      | Adriënne Herzog     | Pays-Bas    | 28 min 04 |
| 4    | Jessica Augusto     | Portugal    | 28 min 11 |
| 5    | Inês Monteiro       | Portugal    | 28 min 14 |
| 6    | Ana Dulce Félix     | Portugal    | 28 min 19 |
| 7    | Olivera Jevtic      | Serbie      | 28 min 21 |
| 8    | Tetyana Holovchenko | Ukraine     | 28 min 25 |
| 9    | Freya Murray        | Royaume-Uni | 28 min 25 |
| 10   | Sara Moreira        | Portugal    | 28 min 32 |
| 11   | Fionnuala Britton   | Irlande     | 28 min 39 |
| 12   | Mary Cullen         | Irlande     | 28 min 45 |

| Rang | Equipe                                                                               | Points |
| ---- | ------------------------------------------------------------------------------------ | ------ |
|      | Portugal Jessica Augusto Inês Monteiro Ana Dulce Félix Sara Moreira                  | 25     |
|      | Royaume-Uni Hayley Yelling Freya Murray Katrina Wootton Sonia Samuels                | 51     |
|      | Espagne Rosa María Morató Iris María Fuentes-Pila Alessandra Aguilar Nuria Fernández | 58     |
| 4    | Irlande                                                                              | 82     |
| 5    | Italie                                                                               | 130    |
| 6    | France                                                                               | 103    |
| 7    | Suède                                                                                | 141    |
| 8    | Allemagne                                                                            | 161    |

### Espoirs
| Épreuves            | Or                                 | Argent                          | Bronze                                    |
| Course individuelle | Noureddine Smaïl (FRA) 25 min 11 s | Hassan Chahdi (FRA) 25 min 17 s | Atelaw Yeshetela Bekele (BEL) 25 min 21 s |
| Par équipes         | France 31 pts                      | Royaume-Uni 45 pts              | Belgique 59 pts                           |

| Épreuves            | Or                              | Argent                             | Bronze                           |
| Course individuelle | Sultan Haydar (TUR) 21 min 14 s | Irina Sergueïeva (RUS) 21 min 15 s | Jessica Sparke (GBR) 21 min 26 s |
| Par équipes         | Royaume-Uni 22 pts              | Russie 25 pts                      | France 85 pts                    |

### Juniors
| Épreuves            | Or                               | Argent                        | Bronze                            |
| Course individuelle | Jeroen D'Hoedt (BEL) 18 min 46 s | Nick Goolab (GBR) 18 min 47 s | James Wilkinson (GBR) 18 min 47 s |
| Par équipes         | Royaume-Uni 24 pts               | France 58 pts                 | Norvège 77 pts                    |

| Épreuves            | Or                                          | Argent                                  | Bronze                       |
| Course individuelle | Karoline Bjerkeli Grøvdal (NOR) 14 min 10 s | Goulchat Fazlitdinova (RUS) 14 min 12 s | Kate Avery (GBR) 14 min 27 s |
| Par équipes         | Russie 47 pts                               | Royaume-Uni 51 pts                      | Allemagne 73 pts             |

## Tableau des médailles
| Rang  | Nation      | Or | Argent | Bronze | Total |
| ----- | ----------- | -- | ------ | ------ | ----- |
| 1     | Royaume-Uni | 3  | 6      | 3      | 12    |
| 2     | France      | 2  | 2      | 1      | 5     |
| 3     | Espagne     | 2  | 1      | 1      | 4     |
| 4     | Russie      | 1  | 3      | 0      | 4     |
| 5     | Belgique    | 1  | 0      | 2      | 3     |
| 6     | Norvège     | 1  | 0      | 1      | 2     |
| 7     | Portugal    | 1  | 0      | 0      | 1     |
| 7     | Turquie     | 1  | 0      | 0      | 1     |
| 9     | Allemagne   | 0  | 0      | 1      | 1     |
| 9     | Ukraine     | 0  | 0      | 1      | 1     |
| 9     | Italie      | 0  | 0      | 1      | 1     |
| 9     | Pays-Bas    | 0  | 0      | 1      | 1     |
| TOTAL | TOTAL       | 12 | 12     | 12     | 36    |